# Emmanuel Sá
Emmanuel Sá (auch Emmanuel de Sá und Manuel de Sá; * 1530 in Vila do Conde; † 30. Dezember 1596 in Arona, Piemont) war ein portugiesischer Philosoph, Theologe und Priester.

## Leben
Emmanuel Sá studierte an der Universität von Coimbra Philosophie und katholische Theologie. Im April 1545 wurde er in den Jesuitenorden aufgenommen. Er lehrte als Professor der Philosophie und der Theologie, zunächst an der Universität Gandia. Dort unterrichtete er unter anderem den Herzog von Gandía, Francisco de Borja. 1551 wurde er an die Universität Alcalá berufen. 1555 wurde Sá zum Priester geweiht. 1557 übernahm er eine Lehrtätigkeit am Collegium Romanum in Rom.

## DieAphorismi Confessariorum
Als Sás wichtigstes Werk gilt das in lateinischer Sprache verfasste Enchiridion Aphorismi Confessariorum ex Doctorum sententiis collecti, in dem er, teils gestützt auf Zitate aus der kirchlichen Tradition, alphabetisch angeordnete Schlüsselbegriffe der Theologie und des kirchlichen Lebens prägnant erläuterte, insbesondere Begriffe der Moralphilosophie und der Moraltheologie. Das Buch sollte, wie schon der Titel besagt, nicht zuletzt eine Hilfe bei der Vorbereitung auf die Beichte sein. Aus vielen der Stichworte entwickelte Sá zahlreiche Leitsätze als Grundsätze für Entscheidungen in moralischen Fragen, vor allem im Forum internum. Sá veröffentlichte seine Aphorismi – nach 40-jähriger Arbeit an dem Werk – ein Jahr vor seinem Tod in Venedig.
Die Aphorismi waren außerordentlich erfolgreich, das gut 400-seitige Buch wurde mehr als 50 Mal neu aufgelegt, sogar 1603 in Japan, und ins Französische übersetzt. 1603 wurde diese Arbeit auf den Index Librorum Prohibitorum gesetzt, da einige römische Theologen an einzelnen Sätzen, zumal zum Bußsakrament, Anstoß nahmen. Erst 1900 wurde das Buch aus dem Index der verbotenen Bücher entfernt.